# Anne Geddes
Anne Geddes (* září 1956 v Austrálii) je australská fotografka, návrhářka a obchodnice žijící v Aucklandu na Novém Zélandu.

## Charakteristika
Je pověstná svými stylizovanými snímky dětí. Na jejích fotografiích jsou děti většinou oblečené jako fiktivní postavy, víly, pohádková zvířátka nebo květiny. Její práce je extrémně idealizovaná: děti na jejich fotografiích téměř vždy spí nebo se dívají nepřítomně do prázdna, jako by byly v mateřském lůně.[zdroj?]
Její práce s dětmi zrcadlí radost a lásku, kterou našla v těch, jež tvoří budoucnost naší planety. K tomu všemu sama říká: „Možnost zachytit na filmu tu nevinnost, důvěru a štěstí, tak vlastní těm nejmenším, v sobě skrývá velkou zodpovědnost. Je to práce, která mě naplňuje každý den pocitem radosti a osobního uspokojení.“[zdroj?]
Anne Geddes je jedna z nejvíce respektovaných a úspěšných profesionálních fotografů na světě. Její fotografie dětí jsou vizuální prezentací její víry v to, že musíme chránit a milovat všechny děti. Staly se ikonami oslavy narození a života což můžeme vidět na velmi úspěšných knihách, kalendářích, pohlednicích, fotoalbech a mnoha jiných produktech. Značka Anne Geddes je všeobecně respektována a oblíbená.[zdroj?]
Mnoho z jejích fotografií je mezinárodně publikováno v prestižních časopisech, jako je americký „Life Magazine“, německé „Tempo“, britský „London Sunday Mirror“, a v neposlední řadě i ve světovém „Sunday Magazine“.
Její práce je vydávána v 77 zemích od Ameriky, přes Evropu, Spojené království, Austrálii, Nový Zéland, Afriku a Asii. Knihy Anne Geddes se prodávaly ve více než 15 miliónovém nákladu a byly přeloženy do 20 jazyků: arabštiny, brazilštiny, portugalštiny, čínštiny, češtiny, nizozemštiny, angličtiny, finštiny, francouzštiny, němčiny, řečtiny, maďarštiny, islandštiny, italštiny, japonštiny, litevštiny, norštiny, polštiny, portugalštiny, slovenštiny a španělštiny. Její internetové stránky, annegeddes.com, přitahuje více než 3,5 miliónů návštěvníků ročně z více než 200 zemí.
Anne Geddes také navrhuje kolekce oděvů pro malé děti a těhotné ženy. Její dětská kolekce oděvů a doplňků pro děti od narození do 24 měsíců byla vydaná v listopadu 2001. . Další kolekce oděvů „Baby Bear Collection“ byla vydaná v říjnu 2003. Následoval „Ladybug collection“ v roce 2005, inspirovaný roky zážitků s nově narozenými dětmi a rozhovory s jejich matkami.
První prodejní obchod Anne Geddes se otevřel na podzim roku 2005 v Downtown Disney Distrikt v Anaheim v Kalifornii.
Anne Geddes je vdaná za svého dlouholetého přítele a obchodního partnera Kela. Společně vychovávají čtyři děti.

## Ocenění
V roce 1997 Anne Geddes získala členství v Professional Photographers of America a čestné členství v Novozélandském institutu profesionálních fotografů (NZIPP).
V roce 2004 a 2005 použila francouzská státní pošta La Poste čtyři její fotografie pro poštovní známky.

## Vydané knihy
- Down in the Garden (1996), ISBN 0-7407-3540-3
- Children's collection, Anne Geddes(1996), Cedeo Publishing Company, USA
  - Garden Friends, ISBN 1-55912-342-7,1996
  - Garden Families
  - Garden Colors
  - Color
  - Faces
  - Dress ups
- GEDDES, Anne. Anne Geddes Birthdays and Anniversaries: Orchid Babies. [s.l.]: Cedco Pub, 1997. Dostupné online. ISBN 978-1-55912-347-1.
- The Twelve Days of Christmas (1997)
- Until Now (1998), ISBN 0-7407-3541-1
- GEDDES, Anne. 10 in the Bed. [s.l.]: Andrews McMeel Publishing, 2000. Dostupné online. ISBN 978-0-7407-1255-5.
- Pure (2002), ISBN 0-7407-2641-2
- GEDDES, Anne. Until Now. [s.l.]: Andrews McMeel Publishing, 2003. Dostupné online. ISBN 978-0-7407-3541-7.
- Miracle: A Celebration of New , with Celine Dion, (2004) ISBN 0-7407-4696-0
- GEDDES, Anne. Shapes. [s.l.]: Andrews McMeel Publishing, 2005. Dostupné online. ISBN 978-0-7407-5585-9.
- GEDDES, Anne. Colors. [s.l.]: Andrews McMeel Publishing, 2005. Dostupné online. ISBN 978-0-7407-5583-5.
- GEDDES, Anne. A Labor of Love: An Autobiography. [s.l.]: Andrews McMeel Publishing, 2007. Dostupné online. ISBN 978-0-7407-6562-9.
- GEDDES, Anne. Be Gentle with the Young. [s.l.]: Andrews McMeel Publishing, 2008. Dostupné online. ISBN 978-0-7407-7771-4.
- Beginnings (2010)
- Anne Geddes Little Blessings (2014). ISBN 1402298188.